# Tina Iheagwam
Tina Iheagwam (née le 3 avril 1968) est une athlète nigériane spécialiste du sprint.

## Carrière

### Palmarès
| Date | Compétition                   | Lieu     | Résultat | Épreuve   | Performance |
| ---- | ----------------------------- | -------- | -------- | --------- | ----------- |
| 1986 | Championnats du monde juniors | Athènes  | 1re      | 100 m     | 11 s 34     |
| 1986 | Championnats du monde juniors | Athènes  | 3e       | 4 x 100 m | 44 s 13     |
| 1987 | Jeux africains                | Nairobi  | 1re      | 100 m     | 11 s 32     |
| 1987 | Jeux africains                | Nairobi  | 3e       | 200 m     | 23 s 56     |
| 1987 | Jeux africains                | Nairobi  | 1re      | 4 x 100 m | 43 s 44     |
| 1989 | Championnats d'Afrique        | Lagos    | 2e       | 100 m     | 11 s 28     |
| 1991 | Jeux africains                | Le Caire | 1re      | 200 m     | 22 s 82     |